# The Tramp's Dream (film 1906)
The Tramp's Dream è un cortometraggio muto del 1906 scritto e diretto da Lewin Fitzhamon.

## Trama
Una vagabonda si addormenta e sogna che una fata lo conduce come ospite da un marchese.

## Produzione
Il film fu prodotto dalla Hepworth.

## Distribuzione
Distribuito dalla Hepworth, il film - un cortometraggio di 145,8 metri - uscì nelle sale cinematografiche britanniche nel gennaio 1906. Nello stesso anno, la Williams, Brown and Earle distribuì il film anche sul mercato americano.
Il film, prodotto dalla Hepworth, fu distrutto nel 1924 dallo stesso produttore, Cecil M. Hepworth. Fallito, in gravissime difficoltà finanziarie, il produttore pensò in questo modo di poter almeno recuperare il nitrato d'argento della pellicola.